# Peach Girl
Peach Girl (яп.  пи:ти га:ру, «Красотка») — романтическая манга за авторством Мивы Уэды. По сюжету манги были выпущены дорама (2002 год) и аниме (2005 год). Также Уэдой была нарисована манга «Peach Girl: Sae’s Story» (Красотка: История Саэ), посвящённая последнему году Саэ в старшей школе. В ней раскрывались причины дурного и жестокого характера Саэ.

## Сюжет
Главная героиня манги, Момо, постоянно попадает в неприятные ситуации из-за своей внешности. Её загорелая кожа и светлые волосы приводят людей в заблуждение о том, что она легкомысленная девушка, проводящая все время на пляжах. На самом деле, Момо — очень стеснительная и боится признаться в любви своему возлюбленному, Тодзи. Жизнь осложняет и то, что её подруга Саэ завидует Момо и копирует её во всем. Если она узнает о чувствах Момо, то постарается разрушить её отношения с Тодзи. Поэтому Момо сообщает Саэ, что влюблена в школьного плейбоя Кайри Окаясу. Это порождает слухи об их отношениях. Пытаясь разобраться с этими слухами, Момо узнает, что Кайри к ней неравнодушен. Разговор с Кайри, где Момо признается в своих чувствах к Тодзи, слышат Тодзи и Саэ. Тодзи признается, что тоже испытывает чувства к Момо, и они начинают встречаться. Но Саэ использует все средства, чтобы их разлучить, и ей это удается. Расставшись с Тодзи, Момо впадает в отчаянье. Видя её плачевное состояние, Кайри всеми силами старается её поддержать. Постепенно дружеские чувства Момо к Кайри перерастают в любовь. Но выясняется, что Кайри уже давно влюблен в другую девушку. К тому же Момо узнает, что Тодзи до сих пор любит её.

## Список персонажей
Момо Адати (яп. 安達 もも Адати Момо) — главная героиня манги. У неё темная кожа, светлые волосы и большие глаза. Из-за болезни она пропустила первый месяц в старшей школе и не смогла ни с кем подружиться, кроме Саэ. Ещё со средней школы она влюблена в Тодзи, но из-за своей бывшей одноклассницы она думала, что Тодзи не нравятся девушки её типа, и не решалась ему признаться. Из-за козней Саэ их отношения быстро закончились, и, чтобы облегчить свою боль, Момо принимает чувства Кайри. Но узнав о том, что Тодзи по-прежнему любит её, она не может определиться в своих чувствах и сделать выбор.
Сэйю: Тиба Саэко
Саэ Касиваги (яп. 柏木 さえ Касиваги Саэ) — девушка, которая постоянно портит жизнь Момо. Полная противоположность Момо, как по внешности, так и по характеру. Завидуя Момо, Саэ начинает копировать её и даже решает заполучить парня, который нравится Момо. Благодаря дару манипулировать людьми, Саэ удается настроить класс против Момо. Применяя все средства вплоть до шантажа, она пытается разлучить Момо и Тодзи.
Сэйю: Мэгуми Насу
Кайри Окаясу (яп. 岡安 浬 Окаясу Каири) — одноклассник Момо. Кайри имеет репутацию плейбоя, но на самом деле он не такой легкомысленный, как кажется. Он единственный, кто сразу разглядел истинную сущность Саэ. На протяжении всей истории старается помогать Момо, даже если это причиняет ему боль. Он давно безответно влюблен в Мисао, которая была его репетитором в средней школе. Но к Момо он тоже испытывает сильные чувства и не может определиться, кого он любит по-настоящему.
Сэйю: Кэнъити Судзумура
Кадзуя «Тодзи» Тодзигамори (яп. 東寺ヶ森 一矢 Тодзигамори Кадзуя) — парень, с которым Момо вместе училась в средней школе. После того, как он услышал, что нравится Момо, они начали встречаться. У Тодзи доброе сердце, и он более доверчивый, чем Кайри. Поэтому Саэ удалось убедить его расстаться с Момо. Тодзи тяжело переживал их разрыв, и как только это стало возможно, попытался восстановить отношения.
Сэйю: Хидэнобу Киути